# Niederweiden (zámek)
Zámek Niederweiden je barokní zámek v městysi Engelhartstettenu na Moravském poli v okrese Gänserndorf v rakouské spolkové zemi Dolní Rakousy.

## Historie
První písemná zmínka o hradu Grafenweiden, jenž se jako ruina nachází v areálu dnešního zámeckého parku, pochází z roku 1337.
Vlastní zámek Niederweiden postavil v letech 1693 až 1694 slavný barokní architekt Johann Bernhard Fischer z Erlachu (1656-1723), u něhož si jej jako lovecký zámeček objednal Ernst Rüdiger Starhemberg.
V roce 1725 získal majetek princ Evžen Savojský (1663-1736). Dnešní vzhled zámku byl vytvořen za Marie Terezie (1717-1780) v roce 1765 dvorním architektem Nikolausem Pacassim (1716-1790). Malířskou výzdobu slavnostního sálu vytvořil Jean-Baptiste Pillement (1728-1808).
Po roce 1945 začal zámek chátrat. Změna přišla až v 70. letech, kdy se začalo s rozsáhlými opravami. Od roku 1980 je zámek obnovený a využívá se pro výstavy, slavnosti a svatební veselky.

### Správa zámku
V roce 2002 byl zámek privatizován a přešel společně se zámkem Hof do správy revitalizační společnosti Zámky Moravského pole, která je sesterskou firmou společnosti, jež se stará o císařský palác Schönbrunn. Zámek Niederweiden dnes slouží kromě jiného jako restaurace s barokní zvěřinovou kuchyní. Patnáct panských místností se pronajímá pro pořádání výstav.